# NAM (videogioco 1998)
NAM (abbreviazione di Vietnam) è uno sparatutto in prima persona per MS-DOS, pubblicato da GT Interactive nel 1998, e sviluppato da Team TNT utilizzando la medesima versione del motore grafico Build di Duke Nukem 3D. Il gioco si svolge durante la guerra del Vietnam, vista dagli occhi di un soldato statunitense. La versione di Walmart è nota come Napalm.
Venne sviluppato a partire da una total conversion di Duke Nukem 3D.